# Präsidentschaftswahl auf den Philippinen 2016
Die Präsidentschaftswahl auf den Philippinen 2016 fand am 9. Mai statt. Neben dem Präsidenten und dem Vizepräsidenten wurden die Abgeordneten des Repräsentantenhauses, zwölf Senatoren und alle landesweiten Gouverneure und Vizegouverneure gewählt.

## Kandidaten
| Präsidentschaft | Präsidentschaft | Präsidentschaft          | Präsidentschaft             | Vize-Präsidentschaft            | Vize-Präsidentschaft                 |
| Kandidaten      | Kandidaten      | Kandidaten               | Partei                      | Kandidaten                      | Partei                               |
| --------------- | --------------- | ------------------------ | --------------------------- | ------------------------------- | ------------------------------------ |
|                 |                 | Rodrigo Duterte          | PDP–Laban                   | Alan Peter Cayetano             | unabhängig / Nationalistische Partei |
|                 |                 | Manuel „Mar“ Roxas II    | Liberal Party               | Maria Leonor „Leni“ Robredo     | Liberal Party                        |
|                 |                 | Grace Poe                | unabhängig                  | Francis Joseph Escudero         | unabhängig                           |
|                 |                 | Jejomar Binay            | United Nationalist Alliance | Gregorio „Gringo“ Honsasan II   | United Nationalist Alliance          |
|                 |                 | Miriam Defensor Santiago | People’s Reform Party       | Ferdinand „Bongbong“ Marcos Jr. | unabhängig / Nationalistische Partei |
| kein            | kein            | kein                     | kein                        | Antonio Trillanes               | unabhängig / Nationalistische Partei |

- Roy Señeres (Partido ng Manggagawa at Magsasaka): verstorben.

## Wahlverfahren
Sowohl Präsident als auch Vizepräsident werden direkt vom Volk gewählt, die beiden Wahlen sind unabhängig voneinander. Die Präsidentschaftskandidaten können zwar einen „Running Mate“ benennen und die Vizepräsidentschaftskandidaten einen Präsidenten benennen, unter dem sie bevorzugt amtieren würden, dies ist aber für die Wähler nicht bindend.
Bei beiden Wahlen genügt die einfache Mehrheit, es gibt also keine Stichwahl.

## Wahlkampf

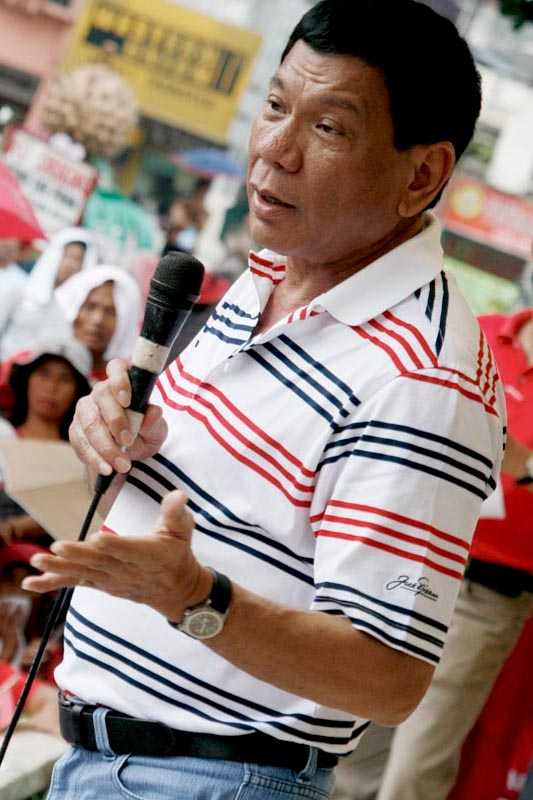
Gewählter Präsident Rodrigo Duterte

Knapp zwei Jahre vor der Wahl galt der 71-jährige Oppositionsführer und amtierende Vizepräsident Jejomar Binay als aussichtsreichster Kandidat.
Rodrigo Duterte, Kandidat der populistischen PDP-Laban und bisheriger Bürgermeister von Davao City, kündigte an, als Präsident die öffentlich vollstreckte Todesstrafe wieder einzuführen. Bis zu 100.000 Kriminelle sollten Duterte zufolge sterben. Während seiner Amtszeit als Bürgermeister kooperierte er – wie er selbst zugibt – mit Paramilitärs (sogenannten „Todesschwadronen“), die mehr als 1400 außergerichtliche Tötungen verübt haben sollen. Auf diese Weise, so sein Versprechen, könne er innerhalb von sechs Monaten die Kriminalität auf den Philippinen besiegen. Er fiel im Wahlkampf mit vulgären Äußerungen gegen Vergewaltigungsopfer und Papst Franziskus auf, den er als „Hurensohn“ bezeichnete. Zudem drohte er den USA mit einem Abbruch der diplomatischen Beziehungen. Sollte im Fall seiner Wahl die Parlamentsmehrheit nicht mit ihm kooperieren, so hat er die Auflösung des Parlaments und Einsetzung einer „Revolutionsregierung“ angekündigt.
Am 5. Oktober 2015 erklärte Ferdinand R. Marcos Junior (bekannt als Bongbong Marcos), Sohn des ehemaligen philippinischen Diktators Ferdinand Marcos, seine Kandidatur für das Amt des Vizepräsidenten. Er ist einer von drei Mitgliedern der Nacionalista Party, die sich um dieses Amt bewarben, von denen aber keiner durch die Partei nominiert wurde.

## Ergebnis
- Wähler: 44.979.151 (davon Inland: 44.549.848)
- Wahlberechtigte: 55.736.801 (davon Inland: 54.363.844)

### Präsidentschaft
| Kandidaten | Kandidaten                                                    | Parteien                                                      | Stimmen    | %    |
| --- | ------------------------------------------------------------- | ------------------------------------------------------------- | ---------- | ---- |
| | Rodrigo Duterte                                               | Partido Demokratiko Pilipino – Lakas ng Bayan                 | 16.601.997 | 39,0 |
| | Mar Roxas                                                     | Liberal Party                                                 | 9.978.175  | 23,4 |
| | Grace Poe                                                     | unabhängig                                                    | 9.100.991  | 21,4 |
| | Jejomar Binay                                                 | United Nationalist Alliance                                   | 5.416.140  | 12,7 |
| | Miriam Defensor Santiago                                      | People’s Reform Party                                         | 1.455.532  | 3,4  |
| Gesamt | Gesamt                                                        | Gesamt                                                        | 42.552.835 | 100  |
| |                                                               |                                                               |            |      |
| Roy Señeres (Partido ng Manggagawa at Magsasaka) – verstorben                                                       | Roy Señeres (Partido ng Manggagawa at Magsasaka) – verstorben | Roy Señeres (Partido ng Manggagawa at Magsasaka) – verstorben | 25.779     | 0,1  |
| Ungültige Stimmen                                                                                                   | Ungültige Stimmen                                             | Ungültige Stimmen                                             | 2.400.537  | 5,3  |
| Wähler | Wähler                                                        | Wähler                                                        | 44.979.151 | 80,7 |
| Wahlberechtigte | Wahlberechtigte                                               | Wahlberechtigte                                               | 55.736.801 |      |
| |                                                               |                                                               |            |      |
| Quellen: Congress of the Philippines – Commission on Elections, Wahlberechtigte: Inland, Ausland (vorl.), Insgesamt |                                                               |                                                               |            |      |

- Roy Señeres ist vor der Wahl gestorben. Für ihn abgegebene Stimmen wurden als ungültig gewertet.

### Vizepräsidentschaft
| Kandidaten                           | Kandidaten           | Parteien                             | Stimmen    | %    |
| ------------------------------------ | -------------------- | ------------------------------------ | ---------- | ---- |
|                                      | Leni Robredo         | Liberal Party                        | 14.418.817 | 35,1 |
|                                      | Ferdinand Marcos Jr. | unabhängig / Nationalistische Partei | 14.155.344 | 34,5 |
|                                      | Alan Peter Cayetano  | unabhängig / Nationalistische Partei | 5.903.379  | 14,4 |
|                                      | Francis Escudero     | unabhängig                           | 4.931.962  | 12,0 |
|                                      | Antonio Trillanes    | unabhängig / Nationalistische Partei | 868.501    | 2,1  |
|                                      | Gringo Honasan       | United Nationalist Alliance          | 788.881    | 1,9  |
| Gesamt                               | Gesamt               | Gesamt                               | 41.066.884 | 100  |
|                                      |                      |                                      |            |      |
| Ungültige Stimmen                    | Ungültige Stimmen    | Ungültige Stimmen                    | 3.912.267  | 8,7  |
| Wähler                               | Wähler               | Wähler                               | 44.979.151 | 80,7 |
| Wahlberechtigte                      | Wahlberechtigte      | Wahlberechtigte                      | 55.736.801 |      |
|                                      |                      |                                      |            |      |
| Quellen: Congress of the Philippines |                      |                                      |            |      |